# Adewale Akinnuoye-Agbaje
Adewale Akinnuoye-Agbaje (IPA:/ˌædeɪˈwɑːleɪ ˌækɪˈnuːeɪ ɑːˈbɑːdʒeɪ/; Islington, London, 1967. augusztus 22. –) brit színész, rendező és egykori divatmodell. Legismertebb filmszerepei Lock-Nah – A múmia visszatér, Nykwana Wombosi – A Bourne-rejtély.

## Gyermekkora és tanulmányai
Akinnuoye-Agbaje a londoni Islingtonban született joruba származású nigériai szülők gyermekeként, akik az Egyesült Királyságban voltak diákok. Amikor hat hetes volt, biológiai szülei egy fehér munkásosztálybeli családhoz adták az Essex állambeli Tilburyben. Nevelőszülei bizonyos időszakokban legalább tíz afrikai gyermeket, köztük Akinnuoye-Agbaje két nővérét is magukhoz vették. Nevelőapja teherautó-sofőrként dolgozott, anyagilag nehezen tudta eltartani a családot.
Nyolcéves korában biológiai szülei visszavitték Nigériába, de mivel nem tudta beszélni a joruba nyelvet, és nem tudott beilleszkedni, nem sokkal később visszakerült Tilburybe. A nigériai tartózkodás rövid ideje alatt nehezen tudta összeegyeztetni örökségét azzal a jellegzetesen brit kultúrával és környezettel, amelyben felnevelkedett. Fiatal gyerekként állandó rasszista bántalmazásoknak volt kitéve a fehér szomszédságában, ahol felnőtt. A helyi szkinhedek állandó fizikai támadásai után kiérdemelte a tiszteletüket azzal, hogy szembeszállt velük, és végül szövetkezett velük. Szülei 16 évesen egy surrey-i bentlakásos iskolába küldték, ahol végül öngyilkosságot kísérelt meg, mielőtt megbékélt volna hátterével, és megváltoztatta életét.
Ezt követően a londoni egyetemen szerzett alapfokú diplomát, majd a neves londoni King's College Londonban jogi diplomát. Akinnuoye-Agbaje egyetemi hallgató korában egy ruhaboltban dolgozott, ahol megismerkedett a modellkedés világával. 2017. március 17-én Anna hercegnő, a Londoni Egyetem kancellárja tiszteletbeli doktori címet adományozott neki.

## Pályafutása
Akinnuoye-Agbajét modellkarrierje Hollywoodba vezette, ahol 1995-ben a Kongó című filmben játszott szerepével kezdte színészi karrierjét.

## Magánélete
Akinnuoye-Agbaje Los Angelesben él. Nicsiren buddhista és a Szóka Gakkai Nemzetközi Buddhista Szövetség tagja.
Akinnuoye-Agbaje kérte, hogy töröljék a Lost – Eltűntek szereplői közül, arra hivatkozva, hogy nevelőszülei halála után szeretne visszatérni Londonba, és ott filmet rendezni. Az Arsenal FC szurkolója.

## Filmográfia

### Film
| Év   | Magyar cím                       | Eredeti cím                            | Szerep                       | Magyar hang        |
| ---- | -------------------------------- | -------------------------------------- | ---------------------------- | ------------------ |
| 1995 | Kongó                            | Congo                                  | Kahega                       |                    |
| 1995 | Ace Ventura 2. – Hív a természet | Ace Ventura: When Nature Calls         | Hitu                         | Pálfai Péter       |
| 1995 |                                  | Delta of Venus                         | A látnok                     |                    |
| 1996 | Szertefoszlott álmok             | Deadly Voyage                          | Emmaneul                     |                    |
| 1998 | A légiós                         | Legionnaire                            | Luther                       | Jakab Csaba        |
| 2001 | A múmia visszatér                | The Mummy Returns                      | Lock-Nah                     | Vass Gábor         |
| 2001 |                                  | Lip Service                            | Sebastion                    |                    |
| 2002 | A Bourne-rejtély                 | The Bourne Identity                    | Nykwana Wombosi              | Faragó András      |
| 2004 | A megállíthatatlan               | Nine Lives                             | Heavy Duty                   | Ifj. Jászai László |
| 2005 | Pénzed vagy életed               | Get Rich or Die Tryin'                 | Majestic                     | Incze József       |
| 2005 | Szerelemmel fűszerezve           | The Mistress of Spices                 | Kwesi                        | Juhász Zoltán      |
| 2005 |                                  | On the One                             | bikacápa                     |                    |
| 2009 | G. I. Joe: A kobra árnyéka       | G.I. Joe: The Rise of Cobra            | Heavy Duty                   | Welker Gábor       |
| 2010 | Rohanás                          | Faster                                 | evangélista                  | Törköly Levente    |
| 2011 | A dolog                          | The Thing                              | Derek Jameson                | Varga Rókus        |
| 2011 | Válogatott gyilkosok             | Killer Elite                           | ügynök                       | Faragó András      |
| 2012 |                                  | Best Laid Plans                        | Joseph                       |                    |
| 2013 |                                  | The Inevitable Defeat of Mister & Pete | Pike                         |                    |
| 2013 | Thor: Sötét világ                | Thor: The Dark World                   | Algrim / Kurse               | eredeti nyelven    |
| 2013 | Fejlövés                         | Bullet to the Head                     | Robert Nkomo Morel           | Faragó András      |
| 2014 | Annie                            | Annie                                  | Nash                         | Galambos Péter     |
| 2014 | Pompeji                          | Pompeii                                | Atticus                      | Király Attila      |
| 2014 | Pompeji                          | Pompeii                                | Atticus                      | Kálid Artúr        |
| 2015 | Sérülés                          | Concussion                             | Dave Duerson                 | Vass Gábor         |
| 2015 | Trumbo                           | Trumbo                                 | Virgil Brooks                | Szikszai Rémusz    |
| 2016 | Suicide Squad – Öngyilkos osztag | Suicide Squad                          | Waylon Jones / Gyilkos Krok  | Galambos Péter     |
| 2016 |                                  | Bilal                                  | Bilal (hangja)               |                    |
| 2017 |                                  | Wetlands                               | Babel "Babs" Johnson nyomozó |                    |
| 2018 | A bőrömben                       | Farming                                | Femi                         | Törköly Levente    |
| 2022 | Marlowe                          | Marlowe                                | Cedric                       | Faragó András      |
| 2022 | Marlowe                          | Marlowe                                | Cedric                       | Bognár Tamás       |
| 2024 | A szervezet                      | The Union                              | Frank Pfeiffer               | Galambos Péter     |

### Televízió

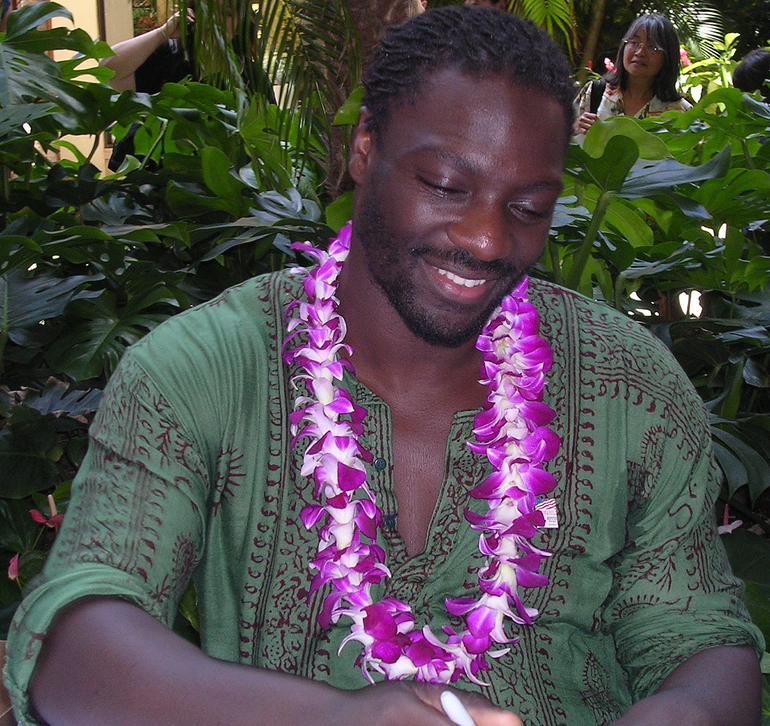
A Vöröskereszt jótékonysági rendezvényén a Hilton Hawaiian Village-ben (2007)

| Év        | Magyar cím                          | Eredeti cím                                 | Szerep                            | Megjegyzések                                            |
| --------- | ----------------------------------- | ------------------------------------------- | --------------------------------- | ------------------------------------------------------- |
| 1994      | Vörös cipellők                      | Red Shoe Diaries                            | Davis Bateman                     | 1 epizód                                                |
| 1995      | Veszélyes küldetés                  | New York Undercover                         | Cliff Ramsey                      | 1 epizód                                                |
| 1996      |                                     | Screen Two                                  | Emmanuel                          | 1 epizód                                                |
| 1997      | Nemo kapitány és a víz alatti város | 20,000 Leagues Under the Sea                | Cabe Attucks                      | - 2 epizód - magyar hangja: - Hankó Attila              |
| 1997      |                                     | Cracker: Mind Over Murder                   | John Doe                          | 1 epizód                                                |
| 1997      | Pensacola – A név kötelez           | Pensacola                                   | Odeku nagykövet                   | 1 epizód                                                |
| 1997–2000 | Oz                                  | Oz                                          | Simon Adebisi                     | főszereplő                                              |
| 1998      |                                     | Linc’s                                      | Winston Iwelu                     | 1 epizód                                                |
| 2000      | Fanny Kemble igaz története         | Enslavement: The True Story of Fanny Kemble | Joe                               | tévéfilm                                                |
| 2005–2006 | Lost – Eltűntek                     | Lost                                        | Mr. Eko                           | - főszereplő - magyar hangja: - Csuja Imre              |
| 2009      | Monk – A flúgos nyomozó             | Monk                                        | Samuel Waingaya                   | 1 epizód                                                |
| 2011      | Válaszcsapás                        | Strike Back: Project Dawn                   | Tahir                             | 2 epizód                                                |
| 2012      | A célpont                           | Hunted                                      | Deacon Crane                      | 8 epizód                                                |
| 2015      |                                     | American Odyssey                            | Frank Majors                      | 9 epizód                                                |
| 2015      |                                     | Major Lazer                                 | Major Lazer / Evil Lazer (hangja) | 11 epizód                                               |
| 2015      | Trónok harca                        | Game of Thrones                             | Malko                             | 2 epizód                                                |
| 2017–2019 | Aranyhaj: A sorozat                 | Tangled: The Series                         | Xavier a kovács (hangja)          | 7 epizód                                                |
| 2017      | A gyógyszer útja                    | Tour de Pharmacy                            | Olusegun Okorocha                 | tévéfilm                                                |
| 2017      |                                     | Ten Days in the Valley                      | John Bird                         | 10 epizód                                               |
| 2018      |                                     | Watership Down                              | Vervain (hangja)                  | minisorozat (4 epizód)                                  |
| 2019      | Az igazság játszmája                | The Fix                                     | Sevvy Johnson                     | - főszereplő (10 epizód) - magyar hangja: - Gémes Antos |
| 2020      | Múmin-völgyi kalandok               | Moominvalley                                | Hobgoblin (hangja)                | 2 epizód                                                |
| 2020      | Kentaurföld                         | Centaurworld                                | Johnny Teatime                    | 1 epizód                                                |
| 2022      | Az Úr sötét anyagai                 | His Dark Materials                          | Ogunwe parancsnok                 | főszereplő (3. évad)                                    |